# Tiefenbronn
Tiefenbronn település Németországban, azon belül Baden-Württembergben. Lakosainak száma 5448 fő (2023. december 31.).

## Népesség
A település népessége az elmúlt években az alábbi módon változott:
| Lakosok száma | 2407 | 2695 | 3384 | 3985 | 4412 | 5002 | 5484 | 5435 | 5120 | 5448 |
|               | 1961 | 1967 | 1974 | 1980 | 1987 | 1993 | 2000 | 2006 | 2013 | 2023 |